# Matthew Dennant
Matthew Dennant (* 25. Juni 1991 in Walsall) ist ein englischer Dartspieler.

## Karriere
Matthew Dennant konnte 2012 erstmals ein Finale auf der PDC Development Tour erreichen. Ein Jahr später gab er sein Debüt bei den UK Open 2013 nach zwei Siegen schied er in der dritten Runde gegen Adrian Lewis aus. Bei der PDC World Youth Championship 2013 unterlag er in der ersten Runde Josh Jones. In der Folgezeit konnte Dennant ein Turnier auf der PDC Challenge Tour gewinnen. Zu Beginn des Jahres 2016 konnte Dennant sich über die PDC Qualifying School ein Tour Card erspielen. Bei der European Darts Trophy 2016 gab er dann sein European Tour Debüt. Er unterlag dabei Devon Petersen im Decider. Über die UK Open Qualifiers qualifizierte sich Dennant erneut für die UK Open 2017. Nach einem Sieg in der 2. Runde über Zoran Lerchbacher schied er erneut in der dritten Runde aus. Aufgrund seiner Ergebnisse auf der PDC Pro Tour verlor er Ende 2017 wieder seine Tour Card.
2018 qualifizierte sich Dennant für die International Darts Open und konnte durch gute Leistungen auf der PDC Challenge Tour 2018 sich für die UK Open 2019 qualifizieren. Hier schied er jedoch in der ersten Runde aus. Bei den European Darts Open 2019 konnte er Madars Razma besiegen und somit sein erstes Spiel auf der European Tour gewinnen. Anschließend unterlag er Mensur Suljović knapp mit 4:6. Bei der PDC Challenge Tour 2020 sicherte er sich am ersten Wochenende einen Turniersieg. Im Folgejahr nahm er ein weiteres Mal an den UK Open teil, ehe er sich im September seinen dritten Titel auf der Challenge Tour sicherte.
2024 gewann Dennant bei der PDC Qualifying School erneut eine Tour Card für die PDC Pro Tour.

## Titel

### PDC
- Secondary Tour Events
  - PDC Challenge Tour
    - PDC Challenge Tour 2020: 3
    - PDC Challenge Tour 2021: 8

  - PDC Development Tour
    - PDC Challenge Tour 2013: 17

## Weltmeisterschaftsresultate

### PDC-Jugend
- 2013: 1. Runde (4:6-Niederlage gegen  Josh Jones)

## Turnierergebnisse
| Turnier              | 2013              | ......            | 2017              | 2018              | 2019              | 2020              | 2021              | ......            | 2024              | 2025 |
| -------------------- | ----------------- | ----------------- | ----------------- | ----------------- | ----------------- | ----------------- | ----------------- | ----------------- | ----------------- | ---- |
| PDC-Ranking-Turniere |                   |                   |                   |                   |                   |                   |                   |                   |                   |      |
| World Masters        | nicht ausgetragen | nicht ausgetragen | nicht ausgetragen | nicht ausgetragen | nicht ausgetragen | nicht ausgetragen | nicht ausgetragen | nicht ausgetragen | nicht ausgetragen | VR   |
| UK Open              | 3R                | n/q               | 3R                | n/t               | 1R                | n/q               | 1R                | n/q               | 3R                | 3R   |
| Karrierestatistiken  |                   |                   |                   |                   |                   |                   |                   |                   |                   |      |
| Jahresendplatzierung | 135               | 130               | 104               | 177               | 196               | 130               | –                 | –                 | 104               |      |

| Legende zu den Turnierergebnissen | Legende zu den Turnierergebnissen | Legende zu den Turnierergebnissen | Legende zu den Turnierergebnissen | Legende zu den Turnierergebnissen | Legende zu den Turnierergebnissen | Legende zu den Turnierergebnissen | Legende zu den Turnierergebnissen | Legende zu den Turnierergebnissen | Legende zu den Turnierergebnissen |
| --------------------------------- | --------------------------------- | --------------------------------- | --------------------------------- | --------------------------------- | --------------------------------- | --------------------------------- | --------------------------------- | --------------------------------- | --------------------------------- |
| n/t                               | nicht teilgenommen                | n/q                               | nicht qualifiziert                | n/a                               | nicht ausgetragen                 | #R                                | Aus in jeweiliger Runde           | GP                                | Aus in der Gruppenphase           |
| AF                                | Achtelfinalist                    | VF                                | Viertelfinalist                   | HF                                | Halbfinalist                      | F                                 | Turnierfinalist                   | S                                 | Turniersieger                     |